# Goorbach
Der Goorbach, niederländisch Ruenbergerbeek,  ist ein Fließgewässer in Nordrhein-Westfalen und den Niederlanden und ein rechter Nebenfluss der Dinkel (Boven Dinkel).

## Geographie

### Verlauf
Der Goorbach hat keine eigene Quelle. Ein Quellbach ist der Herzbach, der in Nordrhein-Westfalen zwischen Nienborg und Metelen seinen Anfang nimmt. Ein zweiter Quellbach ist der Hellingbach, der auch in Nordrhein-Westfalen südlich von Metelen entspringt. Diese fließen nahe der A 31 zusammen. Auf wenigen hundert Metern noch als Hellingbach geführt, trägt dieser dann den Namen Goorbach. Ein weiterer Zufluss ist der Hornerbach. Auch dieser entspringt südlich von Metelen und mündet in Gronau nahe der alten Bundesstraße 54 in den Goorbach. Von hier an verläuft der Goorbach nun durch das 37 Hektar große Naturschutzgebiet Goorbach und Hornerbecke und den Rüenberger Wald, um dann auf niederländischer Seite bei Losser in die Dinkel zu münden.

### Zuflüsse
Zuflüsse vom Ursprung bis zur Mündung mit der Länge in Kilometer (km) und der Größe des Einzugsgebiets in Quadratkilometer (km²)  nach dem  Topographisches Informationsmanagement (TIM)  und dem mittleren Abfluss (MQ) in Liter pro Sekunde (l/s) nach dem  Fachinformationssystem ELWAS 
- Hellingbach (linker Quellbach, Hauptstrang), 6,5 km, 11,16 km², 109,81 l/s
- Herzbach (rechter Quellbach, Nebenstrang), 5,5 km, 5,69 km², 52,93 l/s
- Schelvergraben (links), 1,6 km, 1,4 km², 30,66 l/s
- Horner Bach (rechts), 14,8 km, 33,89 km², 387,91 l/s
- Reinermannsbach (links), 3,3 km, 	3,23 km², 42,13 l/s
- Kranenrietgraben (rechts), 1,9 km, 1,36 km², 12,09 l/s

## Natur und Umwelt
Durch Mäander und verschiedene Uferstrukturen bietet der Bach unzähligen Tieren einen Lebensraum.  Vor Ort laufen momentan intensive Bemühungen weitere Verbesserungen in Sachen Lebensraum zu realisieren. Auch konnten hier kleine Restpopulationen des Europäischen Edelkrebses nachgewiesen werden. Dieser steht auf der Roten Liste aussterbender Arten. Aufgrund dieser Tatsache ist dieses Bachsystem als extrem schützenswert anzusehen. Durch Besatz und verschiedener Maßnahmen zur Entfernung der konkurrierenden Arten wird dem heimischen Edelkrebs ein weiterer Lebensraum ermöglicht. Weitere Arbeiten werden erfolgen um noch mehr heimischen Arten sowohl im als auch am Wasser in Auen ein Überleben zu sichern. Daraus wird ein Bach entstehen wie er sich in seiner ursprünglichen Form selbst entwickelten kann.